# Teatru de umbre

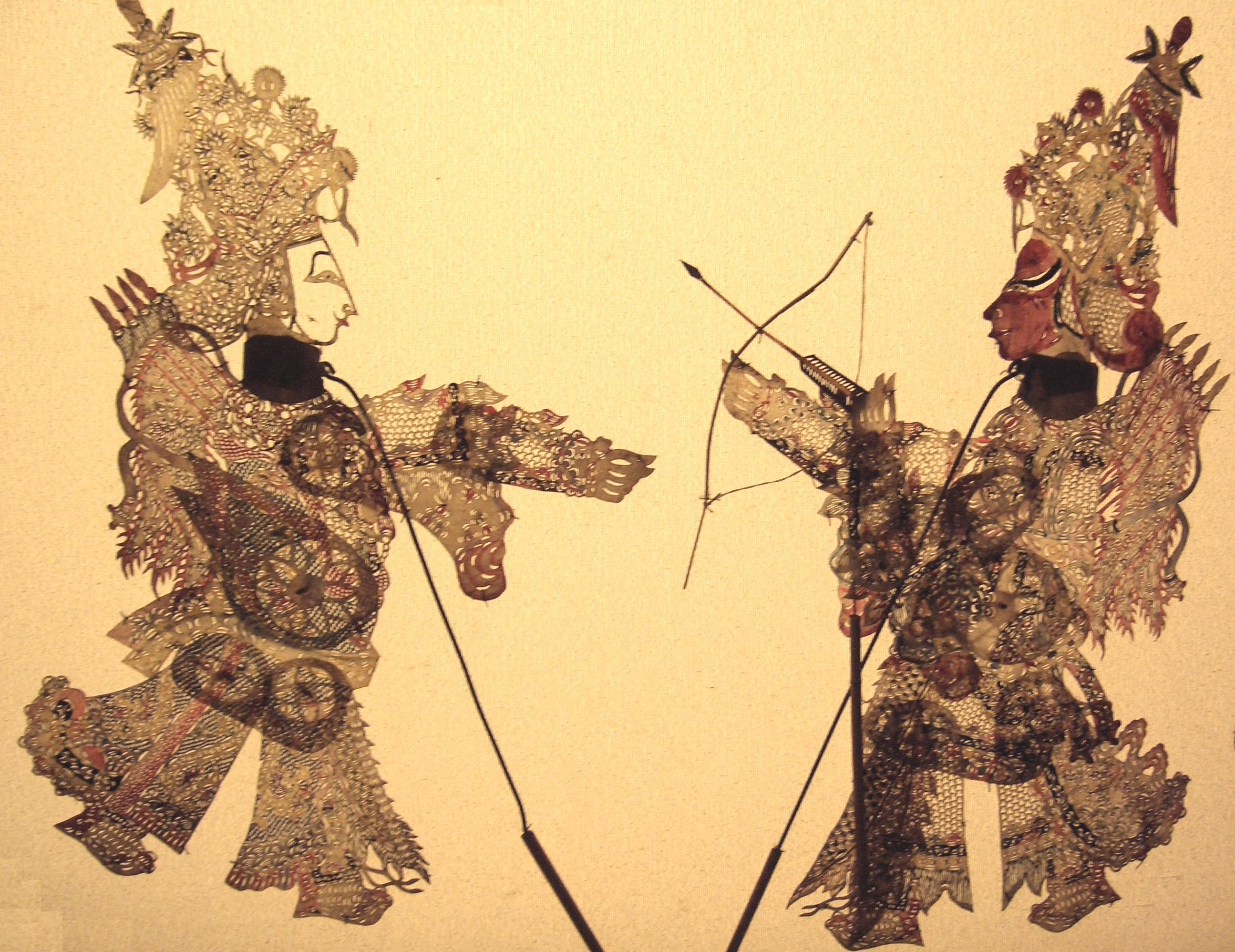
Doi războinici, personaje în teatrul de umbre

Teatrul de umbre, cunoscut ca "Teatrul de umbre chinezesc", poate fi socotit ca primul procedeu de animație. 
Se pare că de fapt acest gen de teatru ar fi apărut pentru prima dată în India, fiind importat de chinezi și dezvoltat din punct de vedere tehnic. 
A apărut ca o necesitate de a face apariția unor zei budiști în temple, în locuri mai întunecoase pentru impresionarea credincioșilor. De asemeni, mai apoi în diferite spectacole teatrale cu marionete. Primele apariții al acestui gen au apărut în secolul VI e.n..   Era, la acea vreme o preluare a ceea ce egiptenii deja folosiseră la "apariția" zeului Ra pe altarele templelor. Diferența consta doar procedeul tehnic. Egiptenii foloseau principiul camerei obscure, iar acesta al teatrului de umbre este mai simplu.  
Procedeul de animație este simplu și nu trebuia așteptată apariția soarelui la o anumită oră pentru a face posibilă "apariția": se intercalează între o sursă de lumină și un ecran semitransparent din mătase o marionetă (o reprezentare amorfă a unui om, zeu, animal, a unor obiecte, etc.), care prin mișcare imprimată de un animator (persoana care face ca o marionetă să miște) cu ațe sau paiete, pare pe ecran o umbră mișcătoare. Sursa de lumină a acelor vremuri de început,era de obicei un foc mare, foc ce degaja multa lumină pentru a asigura o vizibilitate buna spectatorilor. Cu trecerea timpului procedeele tehnice se îmbunătățesc, atât ca sursă luminoasă, cât și din punct de vedere artistic al animației marionetelor. 
Teatrul de umbre a fost adus în Europa destul de târziu, prin secolul al XVIII-lea. A fost repede asimilat de cei pasionați de arta teatrală, atât spectatori, cât și de artiști. Ba mai mult a fost cel care a inspirat creatorii de desene animate. Nu trebuie uitat că prima proiecție cinematografică a fost proiecția unor desene animate, înaintea imaginilor prinse din viața reală.

## Teatru de umbre modernă
La mijlocul anilor 2000 sa născut o nouă mișcare de teatru umbroasă. În loc de păpuși, dansatorii, folosind flexibilitatea și plasticul, creează performanțe utilizând, în primul rând, corpurile lor. Până la sfârșitul deceniului, curentul a devenit foarte popular. În multe țări, teatrele lor de umbre au început să apară. Cele mai populare dintre aceste noi teatre de umbre poate fi considerat teatrul de umbre Pilobolus. Și printre celebrul poate fi numit Attraction, El Gamma Penumbra, Fireflies , Verba.